# Turris Tamalleni

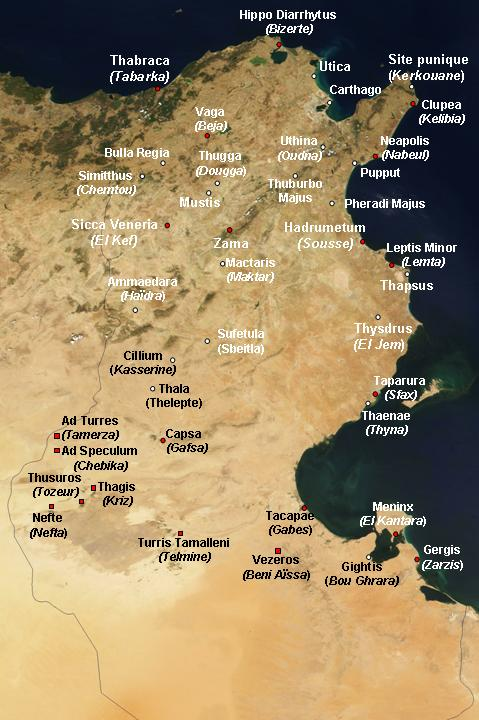
Site de Turris Tamalleni au sud de la Tunisie antique.

Turris Tamalleni est une cité romaine de la Tunisie antique, située sur le site de l'oasis de Mansourah, à 1,5 kilomètre de Telmine et 7,5 kilomètres de Kébili.
Son intérêt vient de sa position géographique sur la voie venant de Gabès, à la charnière entre le Djebel Tebaga et l'isthme séparant le Chott el-Jérid et le Chott el-Fejaj, et au débouché des caravanes venant de l'Afrique subsaharienne.
À l'époque carthaginoise, la tribu des Nybgeniens y établit un grenier fortifié puis une résidence fortifiée pour son chef (turris). 
Sous le règne des Flaviens, l'influence romaine s'étend vers le sud et Turris devient, sous le nom de Civitas Nybgenorium, un point stratégique intégré aux systèmes défensifs de l'Afrique romaine, sur la voie Tacapae (Gabès)-Tozeur, qui surveillaient la zone allant du golfe de Syrte à la région des chotts. Sous le règne d'Hadrien, Turris est promu au rang de municipe romain et prend le nom de Turris Tamalleni. Elle est mentionnée dans l'Itinéraire d'Antonin sur la route qui mène aux confins de la Tripolitaine et à Leptis Magna.
De nos jours, il ne reste rien de la ville antique dont quelques pierres ont servi à la construction des maisons du village actuel. Seuls subsistent de l'époque antique deux grands bassins séparés par un mur, restaurés en 1780 par le bey de Tunis Ali II, et qui forment un plan d'eau d'un hectare.